# Шалупкина, Мария Ивановна
Мария Ивановна Шалупкина (1913 год, деревня Бржезово — 1994 год) — бригадир колхоза «Новая жизнь» Лиозненского района Витебской области, Белорусская ССР. Герой Социалистического Труда (1966).

## Биография
Родилась в 1913 году в крестьянской семье в деревне Божезово (сегодня — Лиозненский район, Витебская область Белоруссии). После освобождения в 1943 году Лиозненского района от немецко-фашистских захватчиков работала в колхозе «Новая жизнь» Лиозненского района. Трудилась полеводом, животноводом и звеньевой льноводческого звена. В 1958 году назначена бригадиром комплексной бригады в этом же колхозе. В 1947 году вступила в ВКП(б).
В 1948 году звено под руководством Марии Шалупкиной собрало самый высокий урожай льна-долгунца в Лиозненском районе. Указом Президиума Верховного Совета СССР от 30 апреля 1966 года за успехи, достигнутые в увеличении производства и заготовок льна удостоена звания Героя Социалистического Труда с вручением ордена Ленина и золотой медали «Серп и Молот».
В 1970 году вышла на пенсию. Скончалась в 1996 году.
Память
В 2015 году в Лиозно была открыта Аллея Славы, на которой находится стела с портретом Марины Шалупкиной.

## Награды
- Герой Социалистического Труда — указом Президиума Верховного Совета СССР от 30 апреля 1966 года
- Орден Ленина